# Ass Backwards
Ass Backwards (bra: Amigas Inseparáveis) é um filme estadunidense escrito e estrelado por June Diane Raphael e Casey Wilson. O filme é dirigido por Chris Nelson e produzido por Heather Rae.
O filme teve sua premiére mundial no Festival Sundance de Cinema em 21 de janeiro de 2013. Esteve disponível no formato VOD em 30 de setembro de 2013 antes do lançamento nos cinemas em 8 de novembro de 2013.

## Sinopse

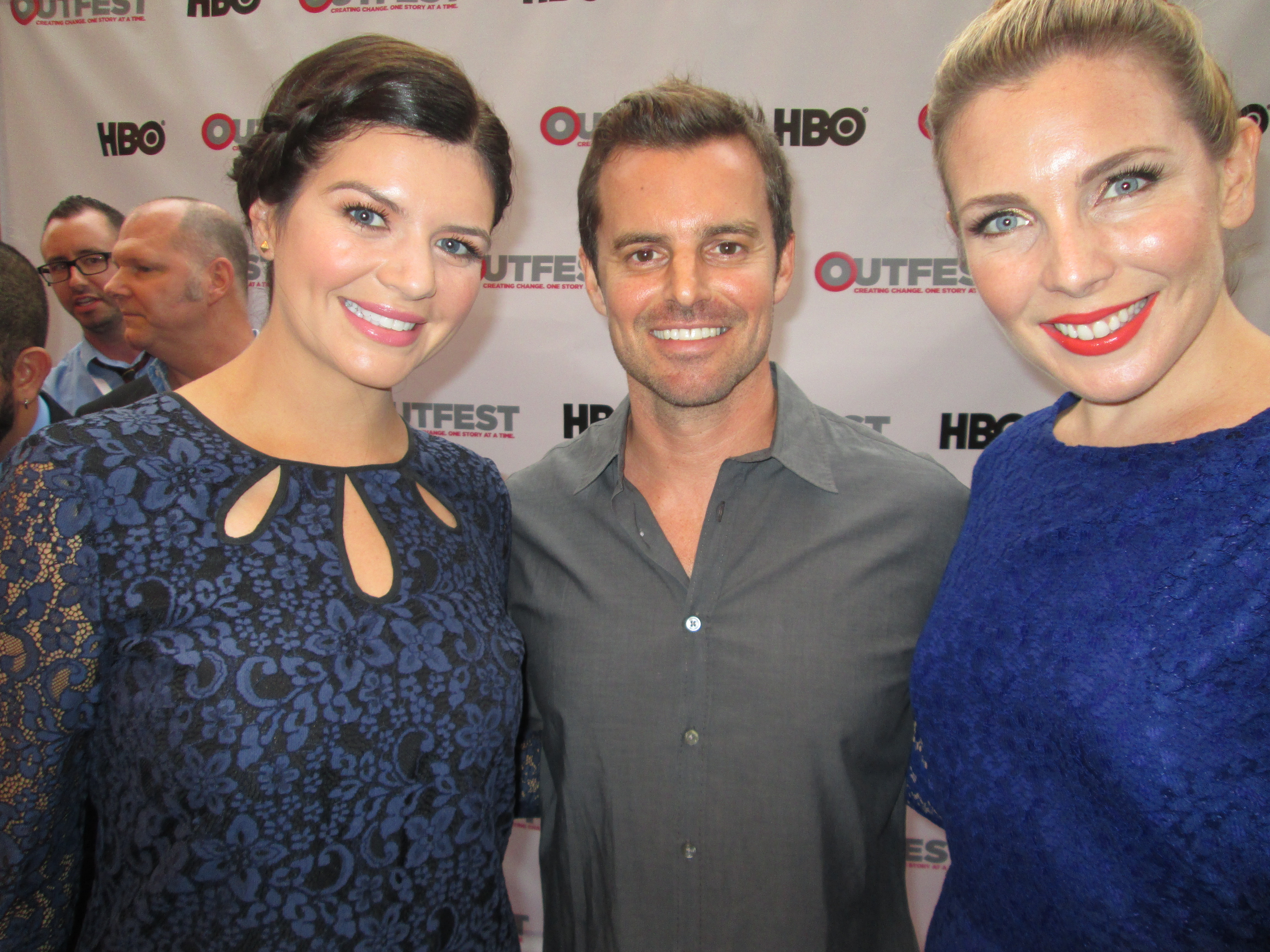
Casey Wilson (esquerda) e June Diane Raphael (direita) com o diretor Chris Nelson (centro) em 2013

Duas amigas embarcam em uma viagem para retornar à sua cidade natal e ganhar um concurso de beleza do qual participaram, sem sucesso, na infância.

## Elenco
- June Diane Raphael como Kate
- Casey Wilson como Chloe
- Alicia Silverstone como Laurel
- Vincent D'Onofrio como Bruce
- Jon Cryer como Dean Morris
- Brian Geraghty como Brian
- Bob Odenkirk como Apresentador do Pageant
- Paul Scheer como Gerente do Club de Strip
- Lea DeLaria como Deb
- Sandy Martin como Qwen
- Marcia Jean Kurtz como Barb
- Debra Monk como
- Paul Rust como
- Drew Droege como Homeless Norma

## Filmagens
Foi rodado em várias locações de Nova Iorque (como Albany, Tarrytown e Saratoga Springs) no verão de 2010, a produção foi adiada devido a falta de orçamento. Em 2011, as roteiristas e estrelas Raphael e Wilson fizeram uma campanha pelo Kickstarter para obter dinheiro para finalizar o filme, com também o produtor executivo Dori Sperko contribuiu financeiramente nas filmagens em Nova Iorque no verão de 2012 para completar o filme.

## Lançamento
O filme teve sua estreia no Festival Sundance de Cinema em Park City em 21 de janeiro de 2013. Sua estreia em Los Angeles ocorreu no Festival Outfest de Cinema em 13 de julho de 2013.
Desde sua estreia em Sundance, o filme foi adquirido pela Gravitas Ventures, foi anunciado a disponibilidade em VOD em 30 de setembro de 2013 antes de seu lançamento nos cinemas em 8 de novembro de 2013.